# Los últimos caminos
Los últimos caminos es un libro de poemas del escritor y poeta Juan José Cuadros, publicado en el año 1983, obteniendo con él el premio de poesía Antonio Camuñas de ese año. El jurado estaba compuesto por Manuel Carrión, Ramón de Garciasol, José Hierro, Leopoldo de Luis y Luis Rosales. Recorre ciudades y monumentos con sus poemas, como lo hiciese un trovador, acercando lo de antaño a hogaño, despertando en él ese espíritu manriqueño que habita en su corazón.

## Poemas
- Como alguien..
- Fandango de Huelva
- Capital de provincia
- Nocturno y arenga ante el Museo del Prado
- Testamento en tres plazas
- Muerte en Palencia
- Entierro en Zamora
- Funeral de Segovia
- Calles de sábado
- Carta a Almudena que anda por Provenza
- Capricho ante la torre segoviana de San Esteban
- Última visita al Panteón de los Reyes
- Recomendación en las gradas de la Catedral
- Pero...